# Klein Klingbeck
Klein Klingbeck war ein Ort im ostpreußischen Kreis Heiligenbeil, dessen Ortsstelle nach 1945 in der russischen Oblast Kaliningrad (Gebiet Königsberg (Preußen)) lag. Sie gehört heute zum Rajon Bagrationowsk (Stadtkreis Preußisch Eylau).

## Geographische Lage
Die Ortsstelle Klein Klingbecks liegt im südlichen Westen der Oblast Kaliningrad, 24 Kilometer östlich der einstigen Kreisstadt Heiligenbeil (russisch Mamonowo) bzw. 23 Kilometer nordwestlich der heutigen Rajonshauptstadt Bagrationowsk (deutsch Preußisch Eylau).

## Geschichte
Im Jahre 1414 wurde der damals Clingepeck genannte Gutsort erstmals erwähnt. Nach 1414 hieß das Dorf Clingebecke, nach 1427 Clingenbecke und vor 1785 bereits Klein Klingbeck.
Ab dem Jahre 1883 wurde der Gutsbezirk Klein Klingbeck im Amtsbezirk Kukehnen (russisch Ladoschskoje) im ostpreußischen Kreis Heiligenbeil aufgeführt. 63 Einwohner zählte das Dorf im Jahre 1910.
Am 30. September 1928 verlor Klein Klingbeck seine Eigenständigkeit, als es sich mit den Nachbarorten Bükühnen (kein russischer Name bekannt) und Korschellen (russisch Mitschurino) zur Landgemeinde Klaussitten (russisch ebenfalls Mitschurino) zusammenschloss.
Mit dem gesamten nördlichen Ostpreußen kam Klein Klingbeck 1945 in Kriegsfolge zur Sowjetunion. Bald jedoch verliert sich seine Spur, wohl weil der Ort nicht wieder besiedelt wurde. Eine russische Namensgebung liegt nicht vor, so dass heute das Dorf als untergegangen gilt. Seine Ortsstelle liegt heute im Bereich des Munizipalkreises Rajon Bagrationowsk (Stadtkreis Preußisch Eylau) in der Oblast Kaliningrad (Gebiet Königsberg (Preußen)) der Russischen Föderation.

## Religion
Bis 1945 war Klein Klingbeck in das Kirchspiel der evangelischen Kirche Zinten (russisch Kornewo) in der Kirchenprovinz Ostpreußen der Kirche der Altpreußischen Union eingepfarrt.

## Verkehr
Die nicht mehr real wahrnehmbare Ortsstelle Klein Klingbecks liegt südlich der Kommunalstraße 27A-083, die von Kornewo (Zinten) über Medowoje (Sollnicken) nach Swetloje (Kobbelbude) verläuft, und von der wenige Kilometer nach Kornewo ein Abzweig zur Ortsstelle führt.